# Países do Reino Unido

Países constituintes do Reino Unido. Inglaterra em vermelho, País de Gales em verde, Escócia em azul e a Irlanda do Norte em amarelo.

Países do Reino Unido é o termo usado para descrever Inglaterra, Irlanda do Norte, Escócia e País de Gales, que, juntos, formam o Reino Unido da Grã-Bretanha e Irlanda do Norte, que é um Estado soberano. Os termos alternativos "nações constituintes" e "Home Nations" também são utilizados, este último principalmente para fins esportivos. Apesar de "país" ser o termo descritivo mais comumente usado, devido à ausência de uma constituição britânica formal e a longa e complexa história da formação do Reino Unido, as nações constituintes britânicas não têm uma denominação oficial. Como consequência disto, Inglaterra, Irlanda do Norte, Escócia e País de Gales não são subdivisões formais do Reino Unido e vários termos são usados para descrevê-los.
Como um Estado soberano, o Reino Unido é a entidade que é usada em organizações intergovernamentais, como representante das Nações Unidas, bem como sob a lei internacional, visto que Inglaterra, Irlanda do Norte, Escócia e País de Gales não estão na lista de países da Organização Internacional para Padronização (ISO). No entanto, eles têm instituições nacionais separadas em muitos esportes, o que significa que eles podem participar individualmente de competições esportivas internacionais; em contextos esportivos, Inglaterra, Irlanda do Norte (ou toda a Irlanda), Escócia e País de Gales são referidos como Home Nations.
O parlamento e o governo do Reino Unido lidam com todos os temas relacionados à Irlanda do Norte e Escócia e todas as questões não-transferidas para o País de Gales, mas não interfere em temas que têm sido atribuídos à Assembleia da Irlanda do Norte, ao Parlamento escocês e à Assembleia galesa. A Inglaterra continua a ser da inteira responsabilidade do Parlamento do Reino Unido, que é centralizado em Londres.
As Ilhas do Canal e a Ilha de Man são dependências do Reino Unido, mas não fazem parte do Reino Unido ou da União Europeia. Colectivamente, o Reino Unido, as Ilhas do Canal e a Ilha de Man são conhecidos na lei britânica como as Ilhas Britânicas. A República da Irlanda é um estado soberano formado a partir da parte da Irlanda que se separou do Reino Unido em 1922. Embora geograficamente a Irlanda seja parte das Ilhas Britânicas, não é mais parte do Reino Unido.

## Países
| País             | Capital   | Idioma oficial  | Área (km²) | População  | Chefe de governo  | Legislatura  | Sistema legal          |
| ---------------- | --------- | --------------- | ---------- | ---------- | ----------------- | ------------ | ---------------------- |
| Escócia          | Edimburgo | Gaélico escocês | 78 772     | 5 466 000  | Primeiro-ministro | Parlamento   | Direito escocês        |
| Inglaterra       | Londres   | Inglês          | 130 395    | 56 550 138 | Primeiro-ministro | Parlamento   | Direito inglês         |
| Irlanda do Norte | Belfast   | Irlandês        | 13 843     | 1 903 100  | Primeiro-ministro | Assembleia   | Direito norte-irlandês |
| País de Gales    | Cardiff   | Galês           | 20 779     | 3 107 494  | Primeiro-ministro | Senedd Cymru | Direito inglês         |
| Reino Unido      | Londres   | Inglês          | 243 789    | 65 110 000 | Primeiro-ministro | Parlamento   | Direito inglês         |